# Повість временних літ
«Повість временних літ», також «Повість врем'яних літ», «По́вість мину́лих літ» — літописне зведення, складене в Києві в XI — на початку XII століття ченцем Нестором та іншими літописцями, яке лягло в основу всього наступного руського літописання. За іншою версією, основним автором був Сильвестр, ігумен Видубицького монастиря. На сьогодні гіпотеза про Сильвестра, як автора «Повісті временних літ» знаходить нові підтвердження й виглядає досить переконливо. Одна з найдавніших літературних пам'яток в історії України, найдавніша велика літописна пам'ятка української мови. У «Повісті временних літ» зафіксовані риси української мови.
«Повість врем'яних літ» — перша в Київській Русі пам'ятка, в якій історію держави показано на широкому тлі світових подій. Висвітлює історію східних слов'ян та князівської влади, утвердження християнства на Русі, містить оповіді про виникнення слов'янської писемності, відбиває настрої різних суспільних верств. Записи подаються порічно. Використано перекази, оповідання, повісті, легенди. Написана мовою, близькою до живої народної з нашаруванням церковнослов'янських елементів.

## Редакції-списки
«Повість врем'яних літ» — найдавніший відомий руський літопис. Оригінал до нашого часу не зберігся, є лише пізні списки, тобто варіанти переписані з інших джерел. Найдавніші з них — Лаврентіївський, переписаний 1377 року, що охоплює події до 1110 року, та Іпатіївський (Іпатський), переписаний на початку XV століття з доведенням розповіді до 1117 року.
Сформована кількома змістовно суперечливим зведеннями київського й новгородського походження та трьома редакціями.
Секретар Катерини II О. Храповицький стверджував, що він бачив оригінал твору.
Відомі три редакції «Повісті врем'яних літ». Першу склав ченець Києво-Печерського монастиря Нестор з літописних зведень кінця XI століття з доведенням розповіді до 1113 року. Другу склав ігумен Видубицького монастиря Сильвестр у 1116 році. Третє складене у 1118 році у Видубицькому монастирі, що призначалося для Мстислава, сина Володимира Мономаха. Це зведення зберігалося в Іпатському монастирі, звідси й походить назва — Іпатський. Саме цей список зберіг ім'я основного упорядника «Повісті врем'яних літ» — Нестора: 
| Повість врем'яних літ з богом починаєм. Отче благослови. Повість врем'яних літ Нестора, чорноризця Феодосієвого монастиря Печерського, звідси пішла Руська земля, і хто в ній почав спершу княжити, і як Руська земля постала. Тож почнемо повість оцю. |
Несторів літопис за Іпатським списком, на відміну від Лаврентіївського списку, має виразне українське походження; зразки української фразеології, української орфоепії, а також української лексики. Більшість діалогів у «Повісті врем'яних літ» передана фактично українською мовою.
У 1116 році укладена друга редакція літопису. Її упорядником став ігумен Видубицького Свято-Михайлівського монастиря Сильвестр, який за дорученням князя Володимира Мономаха вніс до літопису певні зміни, зокрема применшив історичну вагу київського князя Святополка, натомість виділивши свою постать. Цей варіант тексту «Повісті минулих літ» був включений до складу літописного зведення, яке переписав чернець Лаврентій у Суздалі в 1377 році. Тому цей список назвали Лаврентіївським.
За зразками «Повісті врем'яних літ» склалися Київський (про події XII ст.) та Галицько-Волинський літописи (про події XIII ст.). У сукупності три літописи називають «Літописом руським» — великою книгою про події часів Київської Русі у світовому контексті до XIII століття.